# Рудольф Гільфердінг
Рудо́льф Гільфе́рдінг, або Гільфе́рдінґ, (нім. Rudolf Hilferding; 10 серпня 1877, м. Відень, Австро-Угорщина, нині Австрія — †11 лютого 1941, м. Париж) — австрійський і німецький економіст-марксист, теоретик австромарксизму, лідер соціал-демократії та політичний діяч Німеччини, лікар. Під час Веймарської республіки майже повсюдно визнаний сучасниками провідним теоретиком СПД свого століття.

## Біографія
Рудольф Гільфердінг народився у Відні, в єврейській родині. Батько - Еміль Гільфердінг, купець (або приватний слуга); мати - Анна Гільфердінг та молодша сестра Рудольфа - Марія. Рудольф навчався у громадській гімназії, яку він закінчив як середній студент, що дозволило йому отримати доступ до університету, де він отримав докторський ступінь, вивчаючи медицину.
Паралельно з вивченням медицини він відвідував лекції марксистського економіста Карла Грюнберга і філософа Ернста Маха, навколо якого групувався гурток прихильників «етичного соціалізму». Незалежно від навчання він вивчає марксистську теорію, а також історію і філософію разом з його друзями, відомими в майбутньому соціал-демократами Карлом Реннером, Отто Бауером та Максом Адлером і вступає в студентську соціал-демократичну організацію.
 Закінчивши навчання, Гільфердінг деякий час працював лікарем-педіатром, але все більше присвячував себе політичній діяльності в Соціал-демократичній партії Австрії. Спільно з Максом Адлером він заснував видання «Магха-Studien», в якому потім опублікував ряд своїх важливих праць. У 1902 Гільфердінг написав роботу «Бем-Баверк як критик Маркса», де розкритикував теорію граничної корисності. Він також написав два важливих есе про використання загального страйку як політичної зброї. Уже в 1905 році численні публікації зробили його одним з провідних соціал-демократичних теоретиків і тісно зв'язали з партійним керівництвом СПЕС та Соціал-демократичною партією Німеччини.
Головною працею Гільфердінга є «Фінансовий капітал» 1910 року, одна з найбільших марксистських робіт з економіки після «Капіталу», де він ретельно описав нові явища капіталістичної економіки, ввівши поняття фінансового капіталу. У цій книзі розглянув матеріал про акціонерні товариства, фіктивний капітал, описав біржу, розглянув процес підпорядкування дрібних капіталів великим.
У роки першої світової війни, бувши близький до центристських позицій Карла Каутського, він, як і його друг Гуго Гаазе, відкидав підтримку більшості німецьких соціалістів військових дій, однак не став робити такі радикальні висновки, як Ленін. 1915 року Гільфердінг був мобілізований до австро-угорської армії як лікар, але навіть в цей час він продовжував теоретичну діяльність і висунув теорію "Організованого капіталізму". До російського Жовтневого перевороту він поставився негативно, відкидаючи концепцію «диктатури пролетаріату».
1918 року він стає одним з лідерів Незалежної соціал-демократичної партії Німеччини (НСДПН), яка виступала проти війни та критикувала СДПН зліва. Після відокремлення ліворадикального крила НСДПН в Комуністичну партію Німеччини він стає одним з лідерів партії, бувши редактором партійного органу «Фрайхайт (Freiheit)» (1918—1922). Відстоював лінію проти співпраці з КПН і на об'єднання з правими соціал-демократами з СДПН, чого і домігся 1922 року.
Гільфердінг бере участь в Листопадовій революції. Сформований в її ході СДПН і НСДПН Рада народних уповноважених призначає його в комісію з соціалізації підприємств. Зіткнувшись з незадовільними результатами НСДПН на виборах Веймарських установчих зборів, деякий час підтримував ідею переходу влади до робітників Рад. У  він отримує німецьке громадянство і стає членом Економічної ради рейху. Був членом німецької делегації на Генуезькій конференції (квітень-травень 1922), брав участь в підписанні  Рапалльського договору.

### Рудольф Гільфердінг з дружиною

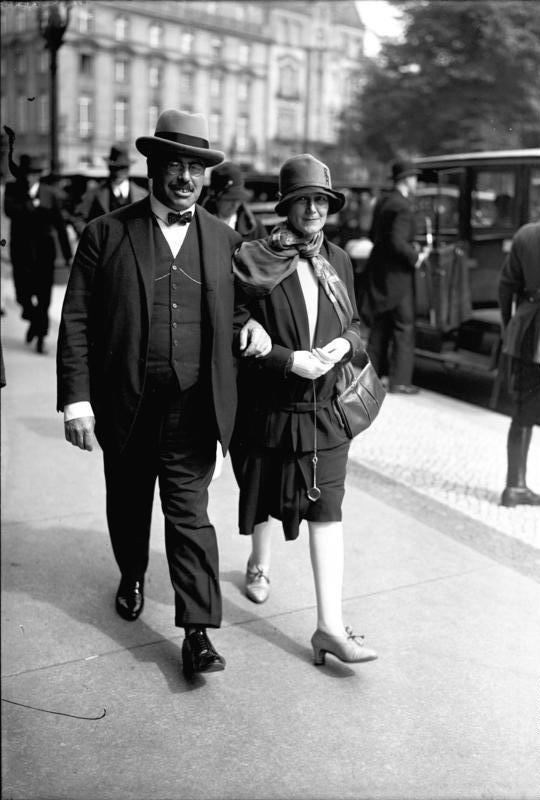
Рудольф Гільфердінг з дружиною

Гільфердінг одружився з доктором Маргареттою Генігсберг, яку він зустрів у соціалістичному русі і яка була старша від нього на вісім років. Вона також мала єврейську освіту, склала іспити в Віденському університеті та стала постійним автором проєкту Die Noue Zeit. Маргарет народила свою першу дитину Карла Еміля.

### Життя в Берліні та Перша світова війна
У 1906 року він відмовився від роботи лікарем, розпочавши викладання економіки та економічної історії в навчальному центрі СПД у Берліні. Приїхавши до Берліна в листопаді 1906 року, він викладав там один термін, але закон заборонив займатись вчителями без громадянства Німеччини. Йому довелося відмовитися від цієї роботи, і його замінила Роза Люксембург після того, як піддалася загрозі виселення прусської міліції в 1907 року.
До 1915 він був іноземним редактором провідної СПД газети Vorwärts у безпосередній близькості від найважливіших партійних лідерів Бебель запропонував Гільфердінгу цю роботу, після того, як відбувся конфлікт між редакторами Ворварця та партійної виконавчої влади. Його призначення також мали на меті збільшити частку марксизму в редакції. За короткий час Гільфердінг зайняв провідну роль у роботі й незабаром був призначений головним редактором. Разом з його роботами для Die Neue Zeit і Der Kampf, він забезпечив йому адекватний дохід. Його також підтримав його австрійський товариш Карл Каутський, який був його наставником і якого він змінив у 1920-х роках як головний теоретик СДПН Теоретичні здібності Гільфердінга та його особисті стосунки з провідними соціалістами дозволили йому зробити свою кар'єру в партії. Він також підтвердив свою позицію в марксистському центрі СПД, з якого він був зараз однією з найважливіших фігур. Починаючи з 1912 Він представляв Ворвартса на засіданнях партійної комісії, що дозволило йому рішуче брати участь у прийнятті рішень соціалістичної політики за роки до Першої світової війни. У 1923 року на піку гіперінфляції стає міністром фінансів в уряді Густава Штреземана.

### Життя в еміграції
Після приходу Гітлера до влади Гільфердінг як видатний соціаліст і єврей змушений був втекти в еміграцію в 1933 року разом зі своїм близьким юристом Рудольфом Берічеідом та іншими важливими партійними лідерами, спочатку до Данії, потім Саарбрюкеном, Парижем і, нарешті, Цюрихом, Швейцарія. Він жив у Цюриху до 1938 року, а з 1939 року — в Парижі, Франція. Проте, він залишався впливовим, був призначений на важливі посади в «Сопаді» СПД. У період з 1933 по 1936 рік він був головним редактором «Die Zeitschrift für Sozialismus» і співрозмовником Ноєра Ворварця. До 1939 року він також був представником партії для соціалістичного інтернаціоналу, і його порадою було прагнути керівництвом СПД в еміграції.
Після нападу на Францію він і Брейтшейд втікали в незайманий Марсель. Комітет з питань біженців під керівництвом Варіан Фрай зробив зусилля з виведення його з Франції разом з Рудольфом Брейтшейдом. Проте, обидва вони відмовилися виїхати незаконно, тому що не мали посвідчень особи. Їх заарештувала поліція уряду Віші на півдні Франції і, незважаючи на їх надзвичайну візу для в'їзду до Сполучених Штатів Америки, передана гестапо 9 лютого 1941 року. Гільфердінг був доставлений до Парижа і був суворо ображений на шляху.

### Смерть
Після катувань він помер від невідомих причин у в'язниці в Парижі в підземеллі гестапо La Santé. Його смерть не була офіційно оголошена до осені 1941 року. Фрай вважав, що Гільфердінг був вбитий гестапо за наказом Адольфа Гітлера чи іншого старшого фашистського партійного офіцера. Дружина Гільфердінга, Маргаретта, померла в концентраційному таборі Терезіенштадта 1942 року.